# Arrojadoa
Arrojadoa Britton & Rose – rodzaj sukulentów z rodziny kaktusowatych. Gatunkiem typowym jest A. rhodantha (Guerke) N. L. Britton et Rose. Przedstawiciele występują w Brazylii. Dorastają do 195 cm wysokości. 

## Systematyka
Pozycja systematyczna według APweb (aktualizowany system APG III z 2009)
Należy do rodziny kaktusowatych (Cactaceae) Juss., która jest jednym z kladów w obrębie rzędu goździkowców (Caryophyllales)  i klasy roślin okrytonasiennych. W obrębie kaktusowatych należy do plemienia Cereae, podrodziny Cactoideae.
Pozycja w systemie Reveala (1993-1999)
Gromada okrytonasienne (Magnoliophyta Cronquist), podgromada Magnoliophytina Frohne & U. Jensen ex Reveal, klasa Rosopsida Batsch, podklasa goździkowe (Caryophyllidae Takht.), nadrząd  Caryophyllanae Takht.,  rząd goździkowce (Caryophyllales Perleb), podrząd Cactineae Bessey in C.K. Adams, rodzina kaktusowate (Cactaceae Juss.), rodzaj Arrojadoa Britton & Rose. 
Gatunki
- Arrojadoa × albiflora Buining & Brederoo
- Arrojadoa bahiensis (P.J.Braun & Esteves) N.P.Taylor & Eggli
- Arrojadoa dinae Buining & Brederoo
- Arrojadoa heimenii Van Heek & Strecker
- Arrojadoa marylaniae Soares Filho & M.Machado
- Arrojadoa penicillata (Gürke) Britton & Rose
- Arrojadoa rhodantha (Gürke) Britton & Rose